# Christoph von Trautmannsdorf (Bischof)

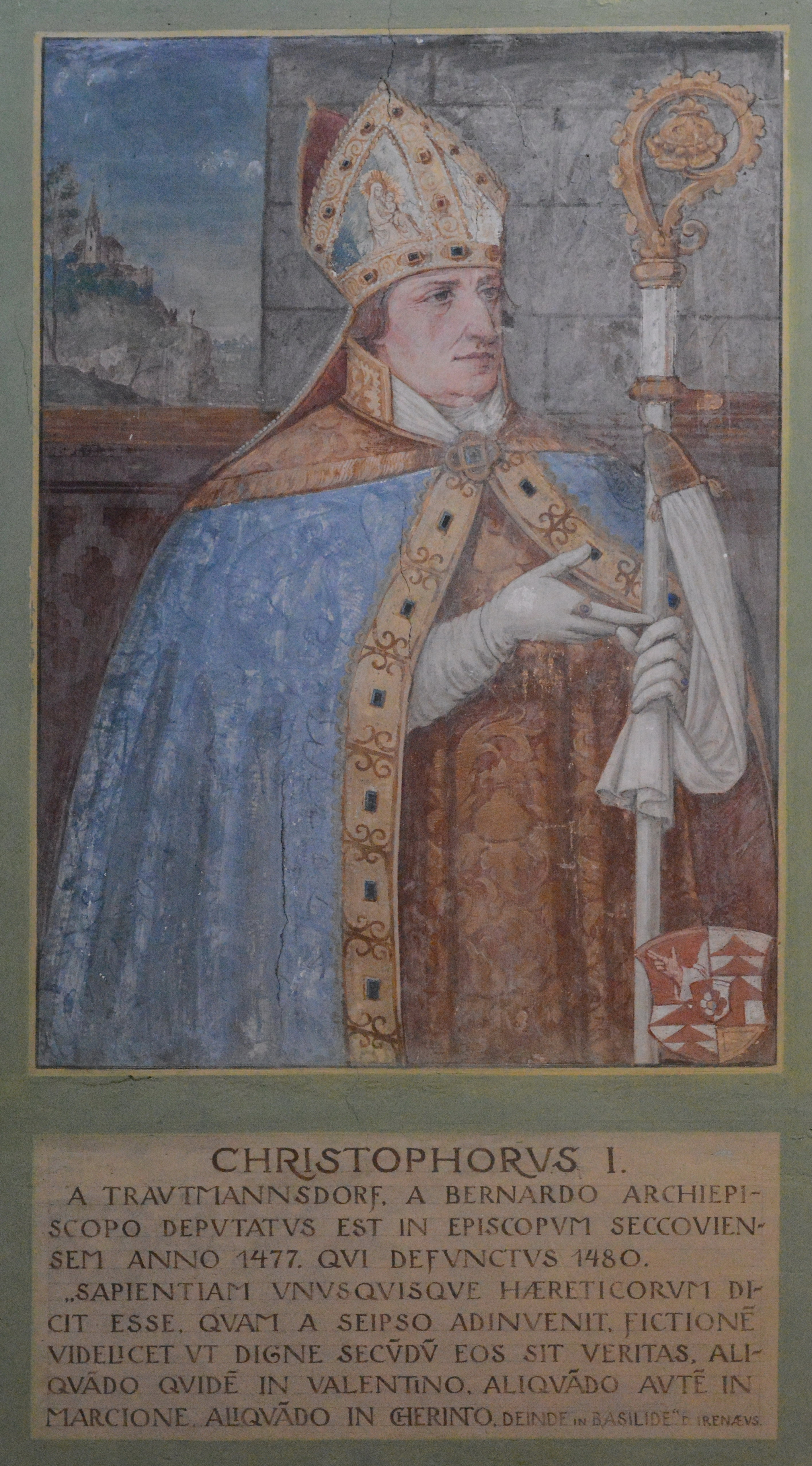
Halbfigurenportrait Bischof Christoph I. von Trautmannsdorf, Basilika Seckau, Bischofskapelle (Darstellung um 1595)

Christoph von Trautmannsdorf (* um 1435; † 16. November 1480 in Seggauberg) war als Christoph I. Bischof von Seckau.
Christoph von Trautmannsdorf entstammte den Trauttmansdorff, einem ritterlichen Geschlecht aus der Oststeiermark, welches seit dem 15. Jahrhundert zahlreiche Salzburger Domherren hervorbrachte. 1457 bis 1458 studierte er an der Universität Wien und wurde 1467 durch den Seckauer Bischof Georg Überacker zum Priester geweiht. Er wurde Kanoniker in Salzburg, sein Bruder Johann war Abt von Admont, ein anderer Verwandter Chorherr in Vorau und erster Propst in Pöllau.
1477 wurde Trautmannsdorf zum Seckauer Bischof gewählt und bestätigt, die Weihe erhielt er am 4. Mai 1477 durch den Salzburger Erzbischof Bernhard von Rohr. Als Kaiser Friedrich III. Rohr 1478 zur Resignation zwang, suchte dieser aufgrund der drohenden Türkengefahr Schutz beim ungarischen König Matthias Corvinus. Trautmannsdorf folgte seinem Erzbischof am 17. November 1479. Im Krieg zwischen Friedrich III. und Corvinus wurde das Bistum größtenteils Beutegut der Ungarn und der kaiserlichen Truppen. Die Burg Leibnitz mit Seggau waren besetzt. Im Jahr 1480 starb Trautmannsdorf in Seggau, seine Grabstätte ist unbekannt.